# Willemsspoorbrug
De Willemsspoorbrug was een spoorbrug in de Nederlandse stad Rotterdam, die tussen 1877 en 1994 de Nieuwe Maas overspande met 5 overspanningen. De Willemsspoorbrug is vervangen door de Willemsspoortunnel.
Al sinds 1855 werd een spoorverbinding tussen Moerdijk en Rotterdam onderzocht. Na lang onderhandelen en vele tracéstudies werd op 28 april 1877 het spoorwegviaduct tussen station Rotterdam Delftsche Poort en de Nieuwe Maas en de Willemsspoorbrug geopend.
De brug telde 5 overspanningen op 9 meter boven Rotterdams Peil.
Na 100 jaar waren het spoorviaduct en de Willemsspoorbrug technisch aan vervanging toe. Bovendien bepaalden de openingstijden van de in het verlengde van de Willemsspoorbrug gelegen hefbrug de gehele dienstregeling van de Nederlandse Spoorwegen en vormden bovendien een capaciteitsknelpunt. De bruggen zijn daarom vervangen door de viersporige Willemsspoortunnel, die op 15 september 1993 werd geopend. In 1994 is de Willemsspoorbrug gesloopt en zijn de 900 ton zware brugdelen in een Spaanse hoogoven verdwenen.
De noordelijke brugpijler is blijven staan en dient nu als bevestigingspunt voor het Maasbeeld. 

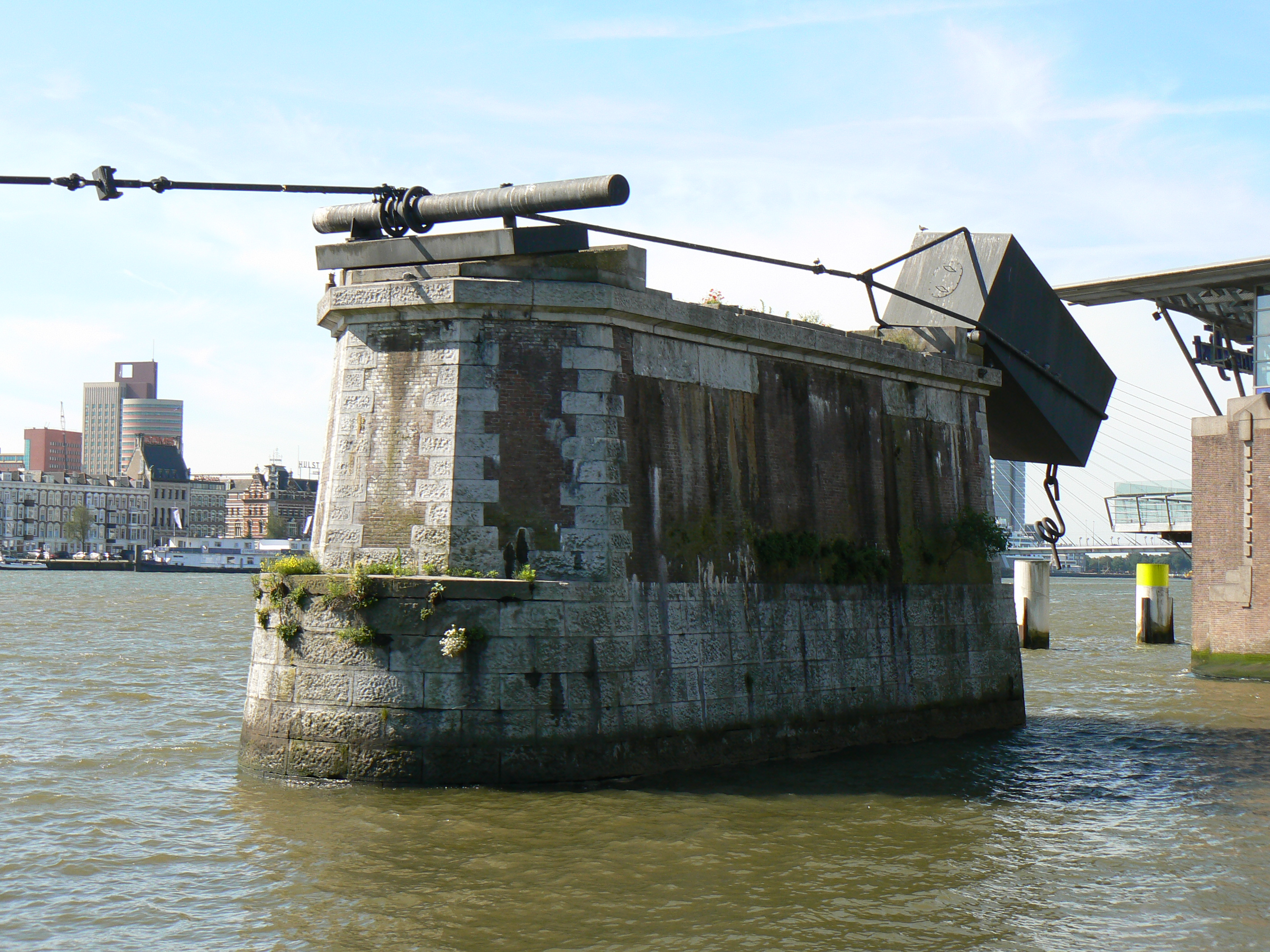
Bevestiging op een pijler van de oude spoorbrug, met contragewicht om de staalkabel op spanning te houden.